# Yorima angelica
Yorima angelica är en spindelart som beskrevs av Vincent Daniel Roth 1956. Yorima angelica ingår i släktet Yorima och familjen kardarspindlar. Inga underarter finns listade i Catalogue of Life.